# Meiacanthus phaeus
Meiacanthus phaeus es una especie de pez de la familia Blenniidae en el orden de los Perciformes.

## Reproducción
Es ovíparo.

## Hábitat
Es un pez de mar y de clima tropical y asociado a los  arrecifes de coral que vive hasta los 12 m de profundidad.

## Distribución geográfica
Se encuentra en el Pacífico occidental central